# Ludwig Sinsel
Ludwig Maximilian Albert Sinsel (* 12. November 1884 in Leipzig; † 23. März 1968 in Dessau) war ein deutscher Gewerkschafter und Politiker (SPD, SED).

## Leben
Sinsel erlernte den Beruf des Lithographen und arbeitete bis 1920 als Chemigraph. Von 1910 bis 1927 war er Vorsitzender der Zweigstelle des Lithographenverbandes in Dessau. Er schloss sich den Sozialdemokraten an und betätigte sich in der Gewerkschaftsbewegung. Von Juli 1920 bis 1930 arbeitete er als Redakteur für das Volksblatt für Anhalt in Dessau. Daneben war er von 1920 bis 1928 Vorsitzender des Allgemeinen Deutschen Gewerkschaftsbundes (ADGB) in Dessau.
Sinsel war von 1919 bis 1930 Stadtverordneter und von 1931 bis 1933 besoldeter Stadtrat in Dessau. Von 1924 bis zum 23. Juni 1933 gehörte er als Abgeordneter dem Landtag des Freistaates Anhalt an.
Während der Zeit des Nationalsozialismus wurde Sinsel 1936 kurzzeitig in „Schutzhaft“ genommen, 1944 erfolgte seine Verbringung ins KZ Buchenwald.
Nach dem Zweiten Weltkrieg betätigte sich Sinsel erneut in der Dessauer Kommunalpolitik. Er wurde 1945 Leiter des Amtes für Arbeit und Sozialfürsorge, war Stadtverordneter und von 1947 bis 1952 Stadtverordnetenvorsteher, zuletzt als Mitglied der SED-Fraktion.